# Elitserien i handboll för damer 2007/2008
Elitserien i handboll för damer 2007/2008 spelades 15 september 2007-18 mars 2008 och vanns av IK Sävehof som inte tappade en enda poäng i grundserien. Skövde HF vann dock det svenska mästerskapet efter slutspel.

## Sluttabell
| Nr | Lag            | Matcher | Vinst | Oavgjort | Förlust | +/-     | Poäng |
| -- | -------------- | ------- | ----- | -------- | ------- | ------- | ----- |
| 1  | IK Sävehof     | 22      | 22    | 0        | 0       | 659-449 | 44    |
| 2  | Skövde HF      | 22      | 18    | 2        | 2       | 645-480 | 38    |
| 3  | Team Eslövs IK | 22      | 14    | 1        | 7       | 596-514 | 29    |
| 4  | Önnereds HK    | 22      | 10    | 5        | 7       | 559-559 | 25    |
| 5  | BK Heid        | 22      | 11    | 3        | 8       | 517-531 | 25    |
| 6  | Lugi HF        | 22      | 11    | 1        | 10      | 548-543 | 23    |
| 7  | Skuru IK       | 22      | 10    | 2        | 10      | 635-605 | 22    |
| 8  | Irsta Västerås | 22      | 9     | 1        | 12      | 532-547 | 19    |
| 9  | Skånela IF     | 22      | 5     | 3        | 14      | 503-642 | 13    |
| 10 | Spårvägens HF  | 22      | 6     | 0        | 16      | 474-533 | 12    |
| 11 | Hammarby IF HF | 22      | 5     | 0        | 17      | 532-615 | 10    |
| 12 | Kungälvs HK    | 22      | 2     | 0        | 20      | 449-631 | 4     |

## Slutspel om svenska mästerskapet

### Kvartsfinaler: bäst av tre
- 2 april 2008: BK Heid-IK Sävehof 19-35
- 2 april 2008: Lugi HF-Önnereds HK 21-25
- 3 april 2008: Skuru IK-Team Eslövs IK 27-17
- 3 april 2008: Irsta Västerås-Skövde HF 12-28

- 5 april 2008: Önnereds HK-Lugi HF 22-21 (Önnereds HK vidare med 2-0 i matcher)
- 5 april 2008: IK Sävehof-BK Heid 29-20 (IK Sävehof vidare med 2-0 i matcher)
- 6 april 2008: Team Eslövs IK-Skuru IK 29-17
- 7 april 2008: Skövde HF-Irsta Västerås 34-16 (Skövde HF vidare med 2-0 i matcher)

- 9 april 2008: Team Eslövs IK-Skuru IK 25-24 (Team Eslövs IK vidare med 2-1 i matcher)

### Semifinaler: bäst av fem
- 12 april 2008: IK Sävehof-Önnereds HK 29-18
- 14 april 2008: Skövde HF-Team Eslövs IK 25-22

- 15 april 2008: Önnereds HK-IK Sävehof 30-33
- 17 april 2008: Team Eslövs IK-Skövde HF 23-24

- 19 april 2008: Skövde HF-Eslövs IK 28-16 (Skövde HF vidare med 3-0 i matcher)
- 20 april 2008: IK Sävehof-Irsta Västerås 31-21 (IK Sävehof vidare med 3-0 i matcher)

### Final
- 1 maj 2008: IK Sävehof-Skövde HF 24-31 (11-13, Scandinavium, publik 11 456[1]

Skövde HF svenska mästarinnor säsongen 2007/2008.

## Skytteligan
- Sabina Jacobsen, Lugi HF - 22 matcher, 150 mål[2]

### Fotnoter
1. 1 2   Handbollboken 2008/2009. 2008. sid. 186, 196
2. ↑  ”Skyttedrottningar 1984–2012”. Svenska Handbollsförbundet. 2011 – 2012. Arkiverad från originalet den 21 april 2013. https://web.archive.org/web/20130421230635/http://www.svenskhandboll.se/ImageVaultFiles/id_2945/cf_31/Elit_Damer_Skyttedrottningar.PDF. Läst 29 juni 2014.